# Мута (Словения)
Мута (словен. Muta, нем. Hohenmauthen) — поселение и община в северной части Словении, в исторической области Нижняя Штирия, а с 2005 года входит в состав статистического региона Корошка. Население всей общины по данным переписи 2002 года — 3 640 человек.

## Название
Мута впервые упоминается в письменных источниках в 1255 году как Muttenberch (или как Můtenberch в 1265–67, Moutenberch в 1279, Maeut в 1349, Mautenberch в 1405 и Mawt в 1459). Словенское название происходит от словенского нарицательного существительного muta (оплата), происходящего от средневерхненемецкого mûte (оплата). Таким образом название указывает на то, что в этом месте собтралась дань или пошлина.

## Массовое захоронение
Мута также является местом массового захоронения, связанного со Второй мировой войной. Хорватское массовое захоронение (словен. Grobišče Hrvatov) представляет из себя кластер из 7 мест в северо-восточной части поселения на берегу реки Драва. Оно содержит останки хорватов.

## Церковь
Приходская церковь Муты посвящена святой Маргарите (словен. sveta Marjeta) и относится к архиепархии Марибора. Впервые она упоминается в документах в 1349 году. В XVII веке она была увеличена в длину и ширину. Кроме того в Муте есть ещё 2 церкви. 